# Noeetomima decora
Noeetomima decora är en tvåvingeart som beskrevs av Kim 1994. Noeetomima decora ingår i släktet Noeetomima och familjen lövflugor. Inga underarter finns listade i Catalogue of Life.